# Acordulecera sonoita
Acordulecera sonoita – gatunek błonkówki z rodziny Pergidae.

## Taksonomia
Gatunek ten został opisany w 2010 roku przez Davida Smitha. Jako miejsce typowe podano miejscowość Sonoita w Hrabstwie Santa Cruz w płd. Arizonie, na wysokości 1535 m n.p.m.

## Zasięg występowania
Ameryka Północna, notowany w Arizonie w USA.